# Pasul Mesteacăn
Pasul Mesteacăn (sau Pasul Prișnel) este o trecătoare care face legătura peste Jugul intracarpatic între Depresiunea Baia Mare și Podișul Someșan, mai precis între Țara Chioarului (aflată la nord) și valea Someșului (aflată la sud), peste subunitatea Dealul Mesteacăn a Culmii Prisnel (numită și Dealul Prișnel).

## Date geografice
Este situat în satul Mesteacăn din comuna Valea Chioarului, în apropierea limitei dintre Maramureș și Sălaj, la o altitudine de 456 m. Este traversat de DN1C (sau E58)

## Oportunități turistice de vecinătate
| - Biserici de lemn: - Biserica de lemn din Valea Chioarului - Biserica de lemn din Vărai - Biserica de lemn din Ileanda - Biserica de lemn din Negreni - Biserica de lemn din Răstoci - Biserica de lemn din Podișu | - Pădurea "La castani" - Peștera Măgurici - Cheile Lăpușului - Vârful Prișnel |